# ユーリ・パトリケフ
ユーリ・パトリケフ（Yuri Patrikeyev、1979年9月28日 - ）は、アルメニアのレスリング選手。
ロシアのキロヴォ・チェペツク出身。2008年北京オリンピックレスリンググレコローマンスタイル120kg級の銅メダリストである。2005年までロシア代表として国際大会に出場していた。
2008年北京オリンピックのレスリンググレコローマンスタイル120kg級に出場。準決勝に勝ち残ったが、この大会で金メダルを獲得したキューバのミハイン・ロペスに敗北。しかし、敗者復活戦に回ると3位決定戦を制し銅メダルを獲得した。
2012年のロンドンオリンピックにも2大会連続の出場を果たしたが、2回戦で敗退、8位に終わった。

## 実績
- オリンピック
  - 2008年北京オリンピック　銅メダル
  - 2012年ロンドンオリンピック　8位
- レスリング世界選手権
  - 2002年　3位　
  - 2007年　3位
  - 2010年　2位
- レスリングヨーロッパ選手権
  - 2002年　優勝
  - 2004年　優勝
  - 2008年　優勝
  - 2009年　優勝
  - 2011年　3位
  - 2012年　3位